# Mycalesis sara
Mycalesis sara är en fjärilsart som beskrevs av Mathew 1887. Mycalesis sara ingår i släktet Mycalesis och familjen praktfjärilar. Inga underarter finns listade i Catalogue of Life.